# Polonina

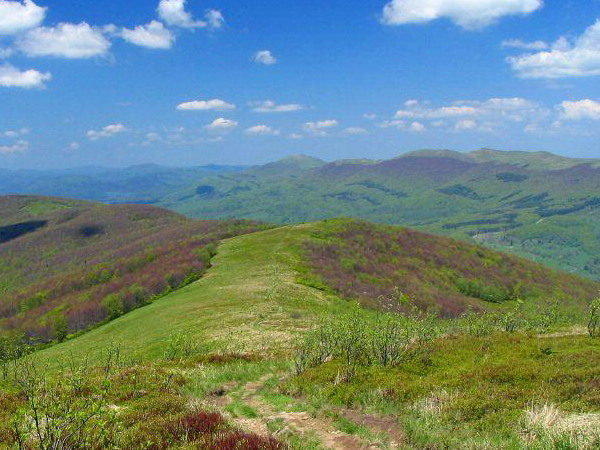
Eine Polonina in Bieszczady, Polen

Polonina ist die polnische (Połonina), slowakische (Polonina) und ukrainische/russinische (Полонина/Polonyna) Bezeichnung für die als Bergweiden genutzten baumlosen Gipfellagen der Waldkarpaten (Ostkarpaten) sowie der Name für entsprechende Teilgebiete der Waldkarpaten. Im Slowakischen wird der Name in der Mehrzahl (Poloniny) auch als Bezeichnung für die gesamten Waldkarpaten verwendet. 
Archäologische Forschungen der Universität Rzeszów weisen auf der Bieszczady-Wysokie (Polen) eine neolithische Almwirtschaft von 2200 bis 1700 v. Chr. nach. Aus dieser Zeit konnten mehrere Almen der Karpaten, des Dachsteingebirges und der Steiner Alpen in Slowenien archäologisch erforscht werden. 
Der Name Polonina lässt sich aus dem altslawischen Wort plonina (deutsch: Einöde, Wildnis) ableiten. In den Südslawischen Sprachen bedeutet das Wort planina in Allgemeinem das Gebirge.
Bekannteste Poloninas:
- in Polen:

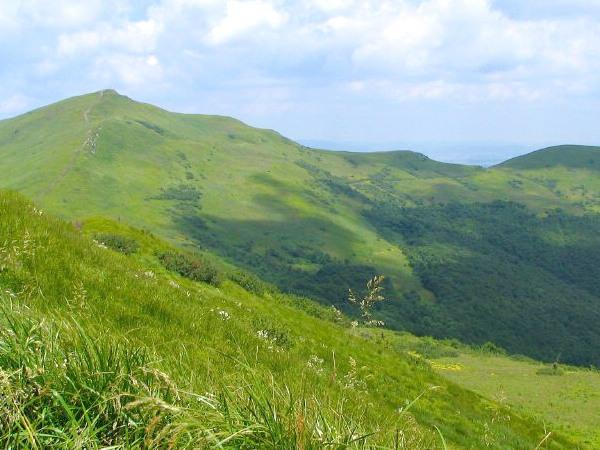
Eine Polonina in Bieszczady, Polen

  - Połonina Caryńska (Gipfel 1297 m; Teil der Bieszczady)
  - Połonina Wetlińska (höchste Erhebung: Roh 1255 m; Teil der Bieszczady)
  - Połonina Bukowska (höchste Erhebung: Halicz 1333 m; Teil der Bieszczady)
  - Połonina Dźwiniacz (höchste Erhebung: Bukowe Berdo, Buchenspitze 1312 m; Teil der Bieszczady)
- in der Ukraine (Karpatoukraine):
  - Polonyna Riwna
  - Polonyna Borschawa
  - Polonyna Kuk
  - Polonyna Krasna